# Bradács János
Bradács János (ukránul: Іван Брадач), (Tarcafő, 1732. február 14. – Munkács, 1772. július 4.) görögkatolikus pap, az első független Munkácsi püspök.

## Élete
Bradács 1768. május 11-tól haláláig volt püspöke a kárpátaljai görögkatolikus Munkácsi Egyházmegyének. Jelentős erőfeszítéseket tett az egri püspökségtől való függés megszüntetésére, illetve a keleti liturgia megtartására, és ezt a törekvését Mária Terézia magyar királynő is támogatta. XIV. Kelemen pápa végül 1772-ben teljesítette a kérését, és ismerte el önálló püspökségnek a Munkácsi Egyházmegyét Eximia regalium című bullájával, egyben Bradácsot hivatalában hagyta, illetve kinevezte független püspöknek, aki azonban még azon a nyáron alig 40 éves korában elhunyt.

## Fordítás
- Ez a szócikk részben vagy egészben  a(z)   Іван_Брадач című ukrán Wikipédia-szócikk fordításán alapul.  Az eredeti cikk szerkesztőit annak laptörténete sorolja fel. Ez a jelzés csupán a megfogalmazás eredetét és a szerzői jogokat jelzi, nem szolgál a cikkben szereplő információk forrásmegjelöléseként.